# Митрополия (Нигрита)
Митрополията (на гръцки: Μητροπολιτικο Μεγάρο Νιγρίτας) е административна сграда в град Нигрита, Гърция, седалище на Нигритското архиерейско наместничество на Сярската и Нигритска епархия.

## Местоположение
Сградата е разположена северно от църквата „Свети Георги“.

## История
В 1991 година сградата е обявена за защитен исторически паметник, като „важен ориентир за историята на град Нигрита, но също и за еволюцията на Северна Гърция след Гръцко-българската война“.